# Ammobium alatum
Genre
Espèce
Classification phylogénétique
Ammobium alatum, nommée Winged Everlasting en anglais, est une espèce de plantes à fleurs de la famille des Asteraceae. Cette plante vivace est native d'Australie. Il s'agit, actuellement, de la seule espèce du genre Ammobium
Ses fleurs sont petites, à centre jaune entouré de pétales blancs
C'est la plante hôte du papillon Australian painted lady ou Vanessa kershawi.

### GenreAmmobium
- (en) Catalogue of Life : Ammobium R. Br. (consulté le 8 avril 2023)
- (en) NCBI : Ammobium (taxons inclus)
- (en) GRIN : genre Ammobium R. Br. ex Sims (+liste d'espèces contenant des synonymes)

### EspèceAmmobium alatum
- (en) Catalogue of Life : Ammobium alatum R. Br. (consulté le 18 décembre 2020)
- (en) NCBI : Ammobium alatum (taxons inclus)
- (en) GRIN : espèce Ammobium alatum R. Br.